# Ciklikus guanozin-monofoszfát
A ciklikus guanozin-monofoszfát (cGMP) a guanozin-trifoszfátból keletkező ciklikus nukleotid. A ciklikus adenozin-monofoszfáthoz hasonlóan sejten belüli hírvivő. Valószínűleg sejtbeli fehérjekinázokat aktivál a membránon át nem haladó peptidhormonok külső sejtfelszínhez való kapcsolódására válaszolva. Ezzel a cGMP a simaizmot ellazíthatja. A vizelet cGMP-koncentrációjának mérésével határozható meg a vesefunkció és a diabétesz.

## Szintézis
A guanilát-cikláz (GC) katalizálja a cGMP-szintézist. Ez a guanozin-trifoszfátot alakítja cGMP-vé. A peptidhormonok, például az atrialis nátriuretikus faktor aktiválják a membránkötött GC-t, míg az sGC-t jellemzően nitrogén-monoxid aktiválja a cGMP-szintézist stimulálandó. Az sGC-t az ODQ (1H-[1,2,4]oxadiazolo[4,3-a]kinoxalin-1-on) gátolja.

## Funkciók
A cGMP az ioncsatorna-vezetőképesség, a glikogenolízis és az apoptózis fontos szabályzója. Ezenkívül a simaizomszövetet lazítja. Az erek simaizmainak lazítása vasodilatatiót és megnövekedett vérkeringést okoz. A striatum preszinaptikus végeiben a cGMP irányítja a neurotranszmitter-kibocsátást.
A cGMP sejten belüli hírvivő a fototranszdukcióban. Az emlősszem fotoreceptoraiban a fény jelenléte aktiválja a cGMP-bontó foszfodiészterázt. A nátriumion-csatornák cGMP-kapusak, tehát a cGMP-bomlás a nátriumcsatornák zárását okozza, a fotoreceptorok membránjának hiperpolarizációját és a fényinger agyba küldését okozva.
A cGMP közvetíti az V. agykérgi réteg piramissejtjeinek apikális dendritjeinek bekapcsolását a szemaforin-3A felé. Míg a piramissejtek axonjait a Sema3a taszítja, az apikális dendriteket vonzza. Ezt az oldékony guanilát-cikláz nagyobb szintje okozza. Az SGC cGMP-t hoz létre, kémiai aktivációk sorozatát okozva, melyek a Sema3a-vonzást okozzák. Az sGC hiánya okozza a Sema3a-tól való taszítást. Ez biztosítja a strukturális polarizációt, és ez az embrionális fejlődésben történik.
A cGMP a cAMP-hoz hasonlóan a szaglóreceptorok által kapott szagbemenet esetén is keletkezik. Ez lassan keletkezik, de hosszabb életű a cAMP-nál, ami hosszú távú sejtválaszokra utal, például hosszú távú potenciációra. A cGMP-t a membrán- és az oldékony guanilát-cikláz is szintetizálja. Tanulmányok szerint a szaglóidegben az sGC nitrogén-monoxid általi aktivációja miatt keletkezik cGMP. A cGMP nagyobb cAMP-mennyiséget is igényel, és a két hírvivő kapcsolatának oka a sejten belüli nagyobb kalciumszint lehet.

## Bomlás
Számos ciklikusnukleotid-foszfodiészteráz (PDE) képes a cGMP bontására a cGMP 5'-GMP-vé való hidrolízisével. A PDE-5, -6 és -9 cGMP-specifikusak, a PDE-1, -2, -3, -10 és -11 képes cAMP és cGMP hidrolízisére.
A foszfodiészteráz-inhibitorok gátolják a cGMP-bomlást, erősítve vagy tartósítva hatásait. Például a szildenafil és hasonló gyógyszerek erősítik a cGMP vasodilatatiós hatásait a corpus cavernosumban a PDE-5 gátlásával. Ezt erekciós zavar ellen használják, azonban a szer képes a PDE-6 gátlására a retinában (de kevésbé, mint a PDE-5-ére). Ez a látás csökkenését okozhatja, de valószínűtlen, hogy gyakori feladatok ellátását megnehezítené, kivéve ha egyes tárgyak már nehezen láthatók. E hatás más PDE-5-gátlók, például tadalafil esetén kisebb

## Fehérjekináz-aktiváció

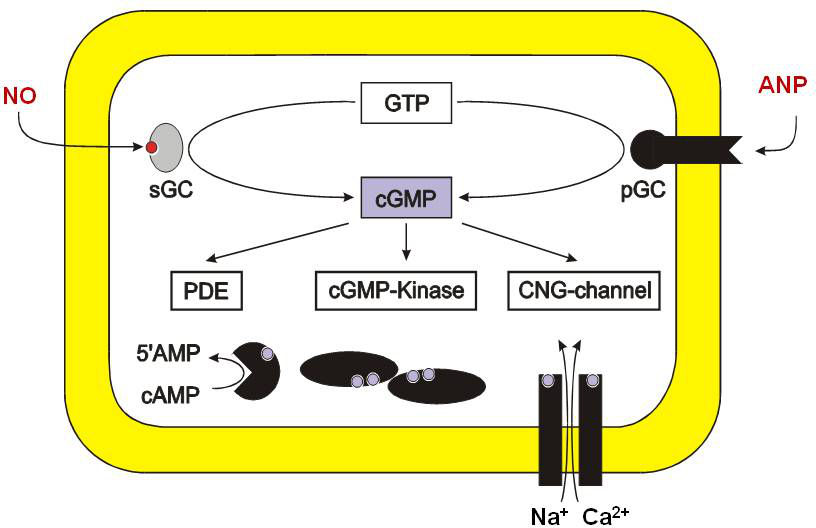
A PKG szerepe a sejtekben

A cGMP szerepet játszik egyes fehérjedependens kinázok szabályzásában. Például a PKG (fehérjekináz G) egy katalitikus és egy szabályzó egységből álló fehérjedimer, ahol a szabályzó egység a katalitikus aktív helyét blokkolják.
A cGMP a PKG szabályzó egységeihez kötődik, aktiválva a katalitikus egységeket, lehetővé téve szubsztrátjaik foszforilációját. Más fehérjekinázok, például a PKA aktivációjával szemben a PKG aktiválódik, de a katalitikus és a szabályzó egységek nem válnak külön.

## Fordítás
Ez a szócikk részben vagy egészben  a   Cyclic guanosine monophosphate című angol Wikipédia-szócikk fordításán alapul.  Az eredeti cikk szerkesztőit annak laptörténete sorolja fel. Ez a jelzés csupán a megfogalmazás eredetét és a szerzői jogokat jelzi, nem szolgál a cikkben szereplő információk forrásmegjelöléseként.